# Uromyces lespedezae-procumbentis
Uromyces lespedezae-procumbentis är en svampart som först beskrevs av Ludwig David von Schweinitz, och fick sitt nu gällande namn av Gustaf Lagerheim 1867. Uromyces lespedezae-procumbentis ingår i släktet Uromyces och familjen Pucciniaceae.   Inga underarter finns listade i Catalogue of Life.